# Robert Czchaidze
Robert Czchaidze (ur. 22 lipca 1972 w Batumi) – gruziński urzędnik państwowy i samorządowiec, wiceburmistrz, a od 2007 burmistrz Batumi. 

## Życiorys
W 1994 ukończył studia z dziedziny inżynierii budownictwa na Gruzińskim Uniwersytecie Technicznym. W 2003 uzyskał magisterium z dziedziny ekonomii i prawa (odpowiednio w Wyższej Szkole Finansów w Batumi oraz w Uniwersytecie Państwowym w Batumi). W latach 1999–2004 był dyrektorem departamentu w ministerstwie finansów Adżarii. 
W okresie 2005–2007 sprawował funkcję wiceburmistrza Batumi, w tym od 8 do 14 września 2007 pierwszego zastępcy burmistrza wykonującego obowiązki głowy miasta. Od 2007 jest burmistrzem Batumi. 